# Warren Suicide
Warren Suicide is een Berlijns electrocollectief, met sterke invloeden van rock. 
Op het podium worden electromuziek uit Apple laptops gecombineerd met gitaarmuziek. Hun optredens wordt sterk ondersteund door videopresentatie's. 
In eigen land heeft men in het clubcircuit een redelijke bekendheid opgebouwd. Ook zijn ze al te gast geweest op grote festivals als Rock am Ring en M'era luna. In Nederland hebben ze enkele cluboptredens gedaan en stonden ze op het BERLIN RUFT AN! festival in het Paard van Troje (Den Haag).

## Bandlogo
Het bandlogo is een smal bleek mannetje met een ontzettend groot hoofd. Hij heeft de naam "Warren" gekregen en wordt door de andere bandleden gezien als het vierde bandlid. Hij komt veelvuldig voorbij in de VJ-presentatie. 

## Bandleden
- Nackt (Gitaar)
- Fremdkorper (Zang)
- Cherie (VJ)

(Echte namen zijn Patrick Christensen, Patricia Peters and Bertil)

## Discografie
- Warren Suicide (MSI Music, 2005)
- Requiem for a Missing Link (Shitkatapult, 2008)
- World Warren III (Shitkatapult, 2011)

## Extern
https://web.archive.org/web/20080614215502/http://www.warrensuicide.com/